# کیای (هاوایی)
کیای (به انگلیسی: Keaau) یک منطقهٔ مسکونی در ایالات متحده آمریکا است که در هاوایی واقع شده‌است. کیای ۶٫۷ کیلومتر مربع مساحت و ۲٬۲۵۳ نفر جمعیت دارد و ۱۰۴ متر بالاتر از سطح دریا واقع شده‌است.